# Zweite Sowjetische Antarktisexpedition
Die Zweite Sowjetische Antarktisexpedition war in den Jahren 1956–1958 eine Antarktisexpedition der Sowjetunion, welche von Alexei Fjodorowitsch Trjoschnikow auf dem antarktischen Kontinent angeführt wurde; die Seeexpediton der Ob, welche am 7. November 1956 Kaliningrad verließ, wurde von W. Maksimow geführt.
Für die Beförderung der Expeditionsmitglieder und deren Ausstattung wurden insgesamt drei Schiffe verwendet, die alle von einem Dieselelektrischen Antrieb angetrieben wurden. Für die erste Expedition wurden als Hauptschiffe die RV Ob (Flaggschiff; Kapitän I. A. Man) und die RV Lena (Kapitän A. I. Wetrow) eingesetzt. Das dritte Schiff war die Kooperazija von Kapitän A. S. Jantselewitsch, diese wurde hauptsächlich als Transportschiff genutzt.
Die Aufgaben der Expedition stellten sich so dar:
1. Ablösung der ersten Expedition,
2. wissenschaftliche Arbeiten für das Internationale Geophysikalische Jahr (IGY),
3. Organisation zweier IGY wissenschaftlichen Niederlassungen in der Nähe des magnetischen Südpols und des Pols der Unzugänglichkeit,
4. die Anlegung einer inländischen Traverse für Schlittenzugmaschinen für Glaziologie,
5. Ozeanographie.